# Wave Gods
| Оценки критиков    | Оценки критиков    |
| Источник           | Оценка             |
| Иноязычные издания | Иноязычные издания |
| ------------------ | ------------------ |
| Pitchfork          | 7.9/10             |
| HipHopDX           | 2.9/5              |

Wave Gods — двадцатый микстейп американского рэпера French Montana, выпущенный 19 февраля 2016. Микстейп включает гостевые участия от Фьючера, Канье Уэста, Наса, Трэвиса Скотта, Big Sean, Криса Брауна, Quavo, Belly, Kodak Black, Паффа Дэдди, Джэйдакисса, Chinx и ASAP Rocky. Микстейп был спродюсирован AK47, Беном Биллионсом, Black Metaphor, DJ Khalil, Harry Fraud, Jayze, Key Wane, London on da Track, Metro Boomin, Риком Стилом, Southside, Tariq Beats, The Mekanics, Trakformaz и Wess. Микстейп был посвящён его другу и основателю wave-движения Max B. По словам French Montana, песня «Figure It Out» предназначалась для альбома Канье Уэста.

## Список композиций
По данным Genius.
| №                   | Название                                                  | Продюсер                      | Длительность |
| ------------------- | --------------------------------------------------------- | ----------------------------- | ------------ |
| 1.                  | «Wave Gods (Intro)» (при участии Криса Брауна)            | Harry Fraud The Mekanics AK47 | 2:26         |
| 2.                  | «Miley Cyrus» (при участии Фьючера)                       | The Mekanics Tariq Beats      | 4:20         |
| 3.                  | «Sanctuary Part II» (при участии Утады Хикару)            | Black Metaphor                | 5:17         |
| 4.                  | «Figure It Out» (при участии Канье Уэста и Наса)          | DJ Khalil Рик Стил            | 4:00         |
| 5.                  | «Man of My City» (при участии Трэвиса Скотта и Бига Шона) | Metro Boomin Southside        | 3:22         |
| 6.                  | «Max B Interlude»                                         | Max B                         | 1:42         |
| 7.                  | «Holy Moly»                                               | Key Wane                      | 3:00         |
| 8.                  | «Groupie Love» (при участии Quavo)                        | London on da Track            | 4:13         |
| 9.                  | «Jackson 5» (при участии Belly)                           | The Mekanics Jayze Wess       | 3:47         |
| 10.                 | «Lockjaw» (при участии Kodak Black)                       | Бен Биллионс                  | 3:48         |
| 11.                 | «Puff Interlude»                                          |                               | 1:16         |
| 12.                 | «Old Man Wildin'» (при участии Паффа Дэдди и Джейдакисс)  | 88-Keys                       | 3:07         |
| 13.                 | «All Over» (при участии Chinx)                            | Arizona Slim Chize            | 3:17         |
| 14.                 | «Off the Rip (Remix)» (при участии ASAP Rocky и Chinx)    | Trakformaz                    | 3:55         |
| Общая длительность: | Общая длительность:                                       | Общая длительность:           | 47:30        |

Комментарии
- В «Old Man Wildin’» присутствует вокал от Манола Роуза.
- «Lockjaw» и «Figure It Out» также включены в его двадцать первый микстейп Mac & Cheese 4.
- В «Man Of My City» присутствует вокал от американского рэпера K Camp[англ.].
- «Sanctuary Part II» включает в себя вокал от Утады Хикару.

## История релиза
| Страна | Дата            | Формат                        | Лейбл                         | Прим.  |
| ------ | --------------- | ----------------------------- | ----------------------------- | ------ |
| Мир    | 19 февраля 2016 | цифровая дистрибуция стриминг | Coke Boys Bad Boy MMG [англ.] | [ 11 ] |